# 达文波特–海塞关系式
达文波特–哈塞关系式，乃数学家达文波特与海塞所引入的两个关于高斯和的公式。这两个公式一个称为达文波特-哈塞提升关系，另一个称为哈塞–达文波特乘积关系。达文波特–哈塞提升关系联系了定义在具有同一特征的不同有限域上的高斯和。 安德烈·韦伊曾使用提升关系来计算定义于有限域上的费马超曲面的 zeta 函数，并证明了它是有理函数。由此启发了关于有限域上代数簇的韦伊猜测。